# Montérolier
Montérolier és un municipi francès situat al departament del Sena Marítim i a la regió de Normandia. L'any 2007 tenia 517 habitants.

## Demografia

### Població
El 2007 la població de fet de Montérolier era de 517 persones. Hi havia 196 famílies de les quals 40 eren unipersonals (32 homes vivint sols i 8 dones vivint soles), 48 parelles sense fills, 92 parelles amb fills i 16 famílies monoparentals amb fills.
La població ha evolucionat segons el següent gràfic:
Habitants censats

### Habitatges
El 2007 hi havia 214 habitatges, 199 eren l'habitatge principal de la família, 4 eren segones residències i 11 estaven desocupats. 206 eren cases i 6 eren apartaments. Dels 199 habitatges principals, 166 estaven ocupats pels seus propietaris i 33 estaven llogats i ocupats pels llogaters; 3 tenien una cambra, 7 en tenien dues, 40 en tenien tres, 44 en tenien quatre i 106 en tenien cinc o més. 154 habitatges disposaven pel capbaix d'una plaça de pàrquing. A 78 habitatges hi havia un automòbil i a 106 n'hi havia dos o més.

### Piràmide de població
La piràmide de població per edats i sexe el 2009 era:
| Homes | Edats   | Dones |
| ----- | ------- | ----- |
| 0     | 95 o +  | 0     |
| 0     | 90 a 94 | 0     |
| 8     | 85 a 89 | 0     |
| 4     | 80 a 84 | 0     |
| 0     | 75 a 79 | 8     |
| 8     | 70 a 74 | 4     |
| 4     | 65 a 69 | 16    |
| 8     | 60 a 64 | 0     |
| 8     | 55 a 59 | 12    |
| 20    | 50 a 54 | 12    |
| 28    | 45 a 49 | 24    |
| 24    | 40 a 44 | 16    |
| 8     | 35 a 39 | 16    |
| 24    | 30 a 34 | 36    |
| 28    | 25 a 29 | 32    |
| 8     | 20 a 24 | 20    |
| 16    | 15 a 19 | 32    |
| 8     | 10 a 14 | 24    |
| 20    | 5 a 9   | 24    |
| 12    | 0 a 4   | 8     |

## Economia
El 2007 la població en edat de treballar era de 347 persones, 269 eren actives i 78 eren inactives. De les 269 persones actives 250 estaven ocupades (137 homes i 113 dones) i 19 estaven aturades (11 homes i 8 dones). De les 78 persones inactives 34 estaven jubilades, 19 estaven estudiant i 25 estaven classificades com a «altres inactius».

### Ingressos
El 2009 a Montérolier hi havia 199 unitats fiscals que integraven 515 persones, la mediana anual d'ingressos fiscals per persona era de 16.558 €.

### Activitats econòmiques
Dels 10 establiments que hi havia el 2007, 1 era d'una empresa de construcció, 2 d'empreses de comerç i reparació d'automòbils, 1 d'una empresa de transport, 1 d'una empresa d'hostatgeria i restauració, 1 d'una empresa immobiliària, 3 d'empreses de serveis i 1 d'una empresa classificada com a «altres activitats de serveis».
L'únic establiment comercial que hi havia el 2009 era una botiga de mobles.
L'any 2000 a Montérolier hi havia 15 explotacions agrícoles que ocupaven un total de 464 hectàrees.

## Equipaments sanitaris i escolars
El 2009 hi havia 1 escola maternal integrada dins d'un grup escolar amb les comunes properes formant una escola dispersa i 1 escola elemental integrada dins d'un grup escolar amb les comunes properes formant una escola dispersa.

## Poblacions més properes
El següent diagrama mostra les poblacions més properes.